# Mella (Independencia)
Mella es un municipio de la República Dominicana, que está situado en la provincia de Independencia.

## Límites
Municipios limítrofes:
|                | Norte: Lago Enriquillo, Neiba y Galván |                                     |
| Oeste: Duvergé |                                        | Este: Cristóbal, Las Salinas y Polo |
|                | Sur: Pedernales                        |                                     |

## Distritos municipales
Está formado por los distritos municipales de:
| Nombre     | Código   |
| ---------- | -------- |
| Mella      | 06100601 |
| La Colonia | 06100602 |

## Demografía
Su población estimada en 2012 era de 3008 habitantes.